# Kletné
Kletné (německy Kletten) je vesnice, část městyse Suchdol nad Odrou v okrese Nový Jičín. Nachází se asi 3 km na severozápad od Suchdola nad Odrou. V roce 2009 zde bylo evidováno 60 domů. V roce 2011 zde trvale žilo 171 obyvatel.
Kletné je také název katastrálního území o rozloze 6,16 km2.

## Z historie
V 17. století stával v sousedních Hladkých Životicích kostelík, ve kterém kázal Jan Amos Komenský. Tento biskup Jednoty bratrské vydal v roce 1671 ve svém vyhnanství v Amsterodamu bratrský Katechismus (německy). V předmluvě tuto knihu věnoval osmi obcím svého opuštěného sboru. Jednalo se o tato (v němčině abecedně řazená) místa: Fulnek, Hladké Životice, Jestřabí, Kerhartice, Kletné, Kujavy, Stachovice a Suchdol nad Odrou. Knihy pak nechal dovézt do střediska tajných bratří v Suchdole nad Odrou.

## Obyvatelstvo

### Struktura

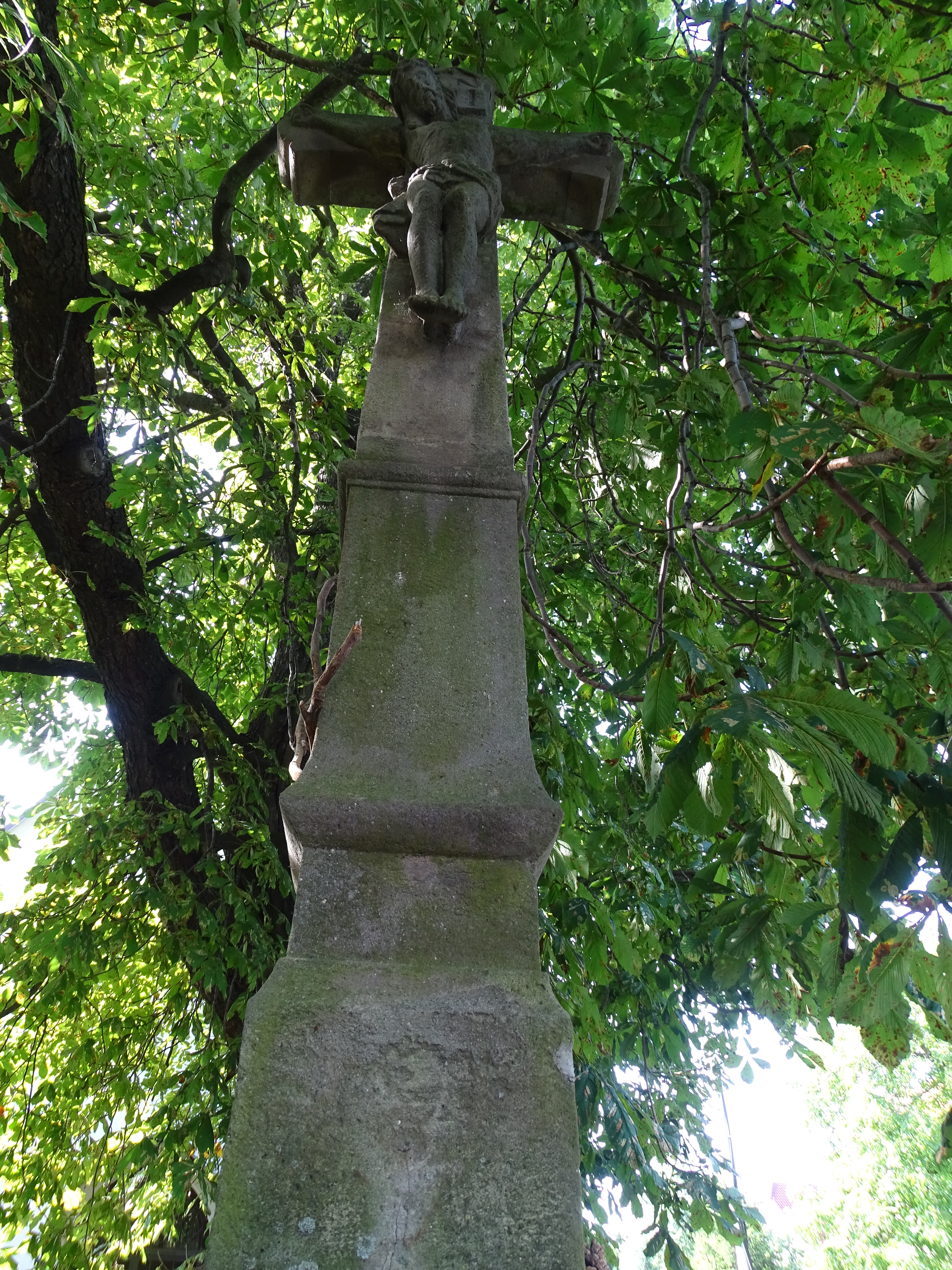
Kamenný kříž u kaple v Kletné

Vývoj počtu obyvatel za celou obec i za jeho jednotlivé části uvádí tabulka níže, ve které se zobrazuje i příslušnost jednotlivých částí k obci či následné odtržení.
| Místní části   | Místní části | 1869 | 1880 | 1890 | 1900 | 1910 | 1921 | 1930 | 1950 | 1961 | 1970 | 1980 | 1991 | 2001 | 2011 |
| -------------- | ------------ | ---- | ---- | ---- | ---- | ---- | ---- | ---- | ---- | ---- | ---- | ---- | ---- | ---- | ---- |
| Počet obyvatel | část Kletné  | 366  | 388  | 375  | 354  | 348  | 335  | 357  | 273  | 281  | 204  | 172  | 129  | 149  | 171  |
| Počet domů     | část Kletné  | 57   | 56   | 58   | 60   | 60   | 61   | 64   | 79   | 56   | 52   | 42   | 36   | 54   | 60   |

## Historické památky
- Kamenný kříž u kaple z roku 1853

- Kaple sv. Františka

- Kamenný kříž u silnice

## Další informace

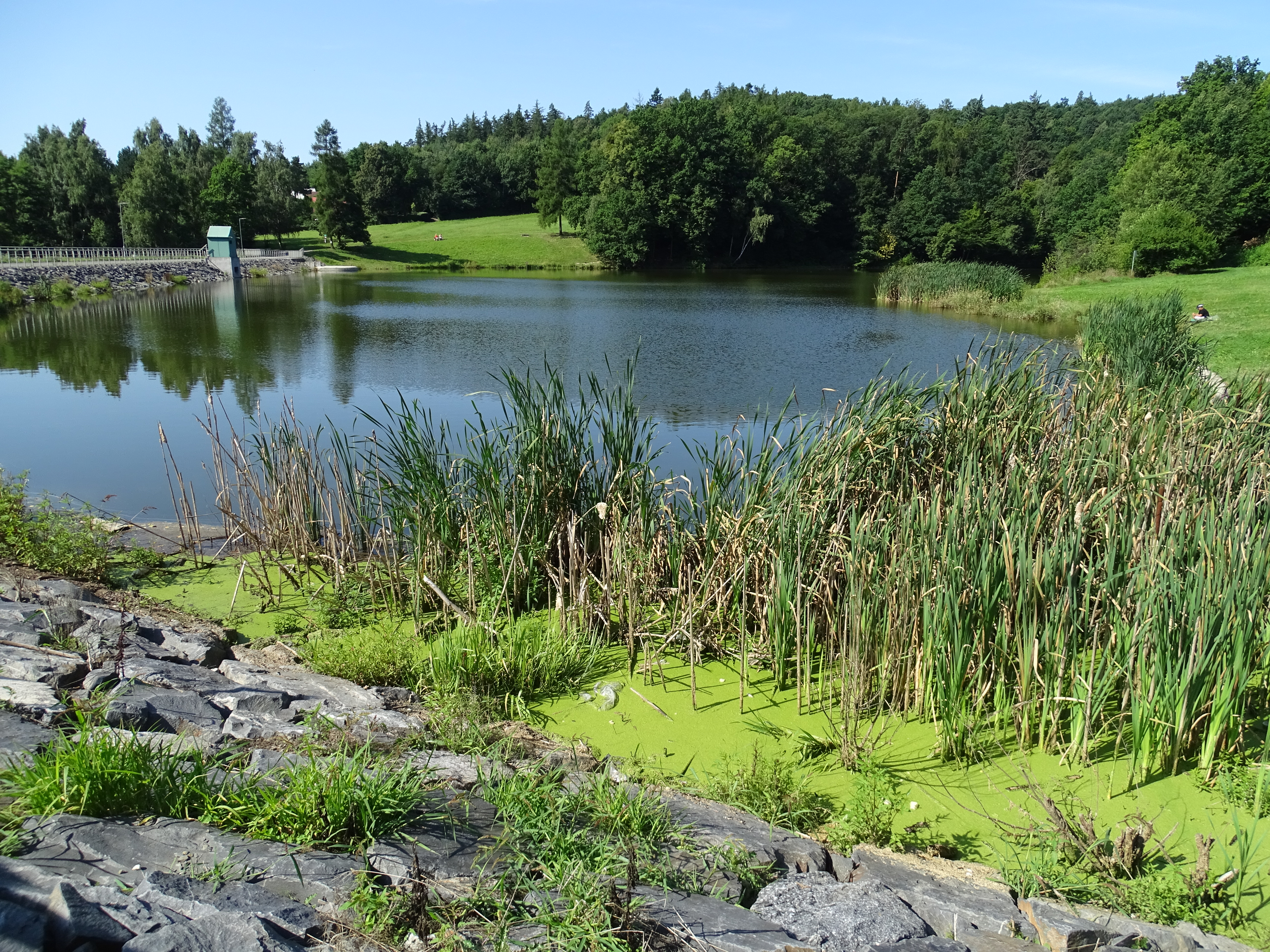
Kletenská přehrada

Kolem obce protéká Kletenský potok (přítok řeky Odry) na kterém je Kletenská přehrada.

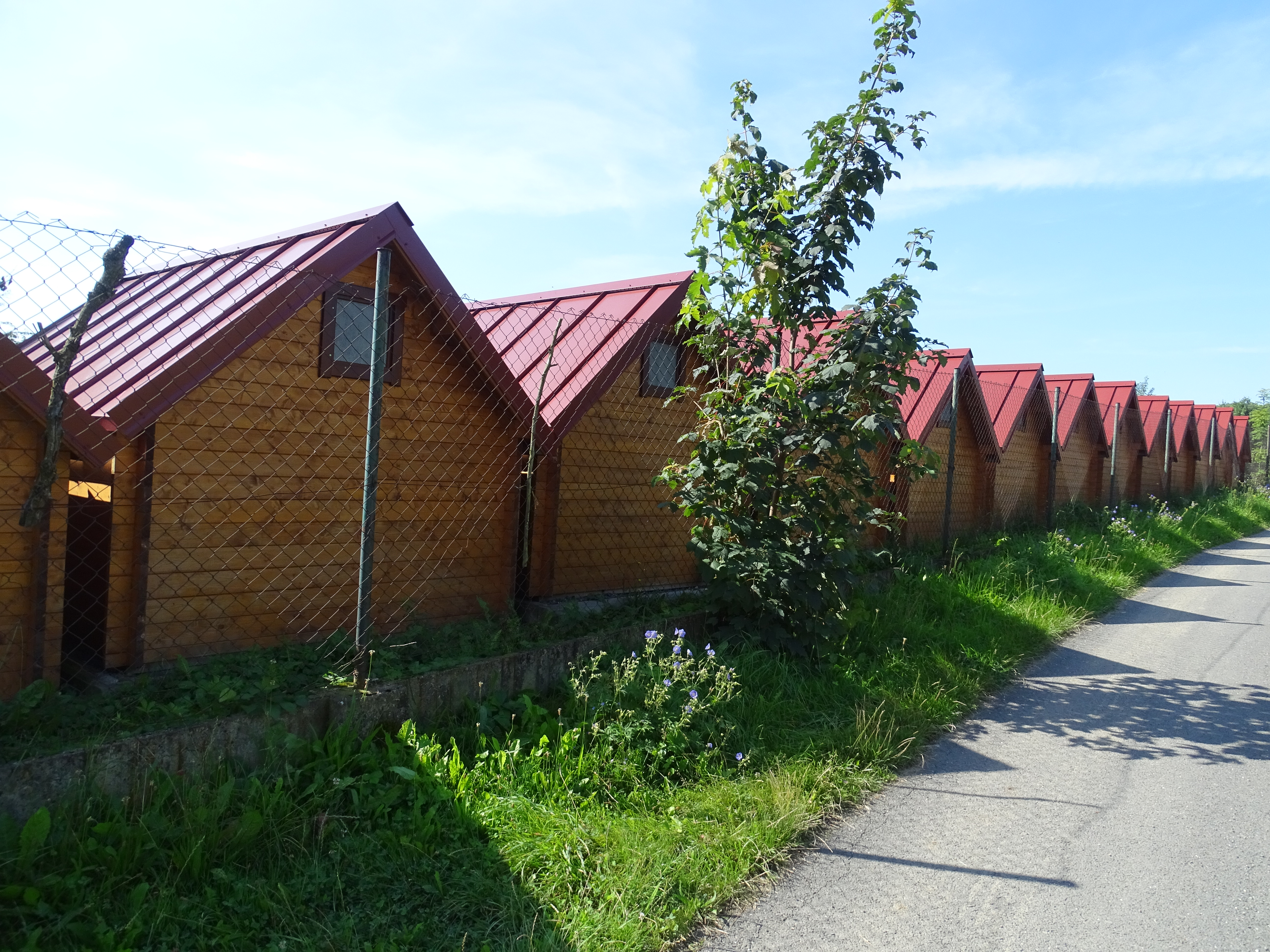
Táborová základna DDM Suchdol nad Odrou v Kletné